# Dolní Moštěnice
Dolní Moštěnice (deutsch Unter Moschtienitz, früher Unter Moschtien) ist eine Ortslage der Gemeinde Hýsly in Tschechien. Sie gehört zum Okres Hodonín.

## Geographie
Dolní Moštěnice befindet sich in der Kyjovská pahorkatina in der Talmulde der Moštěnka. Nördlich erhebt sich der Šepruny (303 m), südöstlich die Búdy (310 m), im Südwesten der Kuče (278 m), westlich die Bohuslavická Nová hora (295 m) und im Nordwesten die Zelená hora (305 m).
Nachbarorte sind Josefinský Dvůr im Norden, Vřesovice und Labuty im Nordosten, Skalka und Ježov im Osten, Žádovice im Südosten, Hýsly im Süden, Kostelec im Südwesten sowie Bohuslavice und Moravany im Nordwesten.

## Geschichte
Die erste schriftliche Erwähnung des aus drei Höfen bestehenden Dorfes Dolní Moštěnice erfolgte im Jahre 1350. Nachfolgend wechselten sich verschiedene Adelsgeschlechter als Besitzer des Ortes ab. Spätestens seit dem Beginn des 16. Jahrhunderts bestand die Feste. Im Jahre 1466 wurde das Dorf der Herrschaft Milotice zugeschlagen. 1572 wurde das Gut Dolní Moštěnice von Milotice abgetrennt und bildete zusammen mit dem untertänigen Dorf Hýsly eine Gutsherrschaft. Während des Dreißigjährigen Krieges fiel das Dorf Dolní Moštěnice nach 1620 wüst. Während der Pestepidemie von 1678 bis 1681 erlosch das zwischenzeitlich in der Wiederbesiedlung befindliche Dorf erneut. Zu den Besitzern gehörten ab 1637 die Grafen von Forgách und danach von 1684 bis 1763 die Peterswaldský von Peterswald auf Buchlau, die das Gut für 48.000 rheinische Gulden kauften. 1719 ließen diese die Feste zum Barockschloss umbauen. 1763 erwarb Johann von Khuenburg das Gut, danach ersteigerte es 1784 Cacilia von Loewenfeld. Bis zur Mitte des 19. Jahrhunderts waren zum Gut Unter Moschtienitz die Dörfer Ježov, Hýsly und Labuty untertänig.
Nach der Aufhebung der Patrimonialherrschaften bildete Dolní Moštěnice/Unter Moschtienitz ab 1850 eine Ortslage der Gemeinde Hýsly in der Bezirkshauptmannschaft Gaya. Dolní Moštěnice bestand lediglich aus dem Schloss, dem Park und dem Gut sowie einigen Häusern. Nach der Aufhebung des Okres Kyjov wurde der Ort 1960 dem Okres Hodonín zugeordnet. In den 1990 entstand auf den Fluren des erloschenen Dorfes wieder eine Ansiedlung.

## Sehenswürdigkeiten

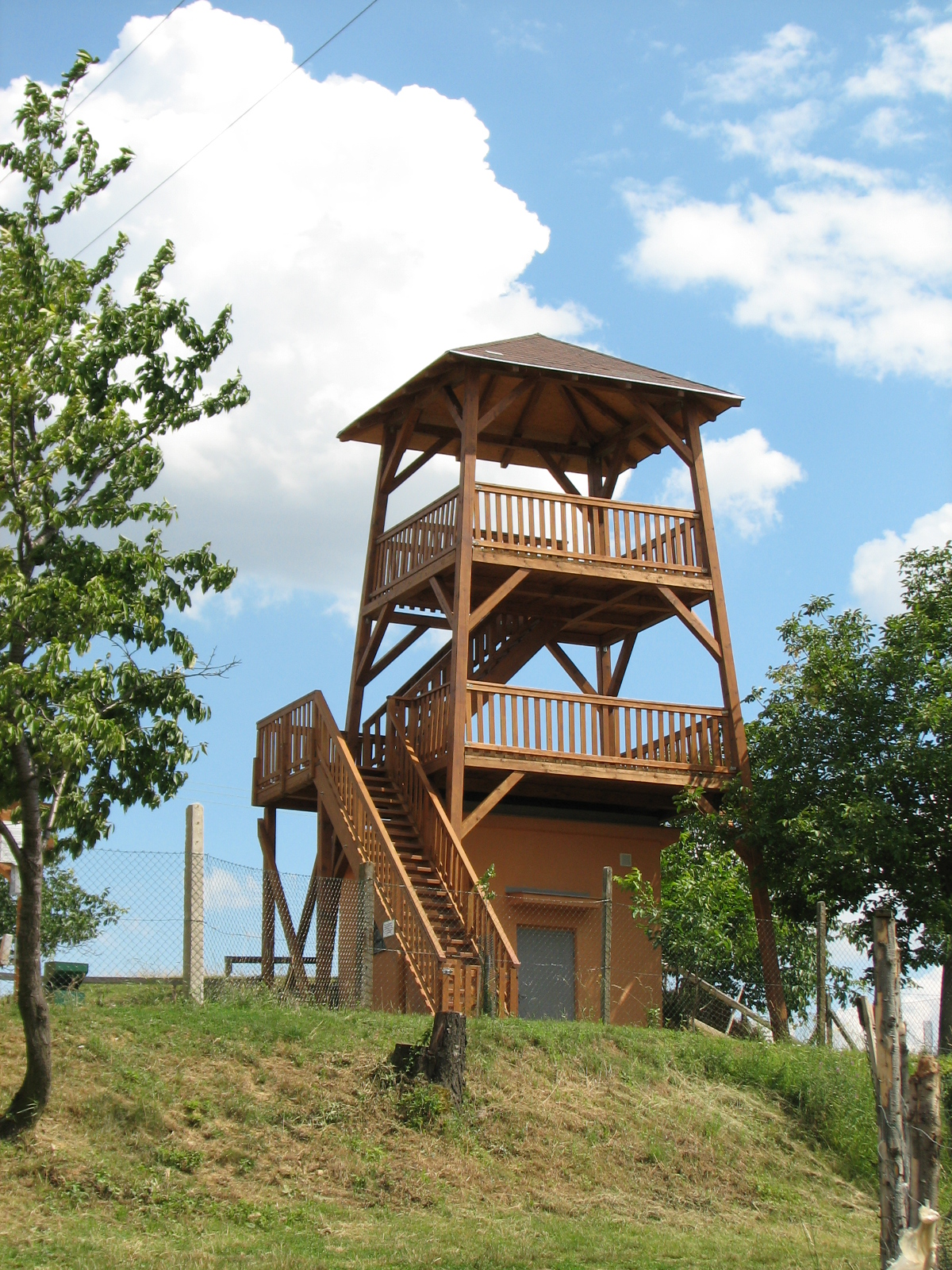
Aussichtsturm Johanka

- Schloss Dolní Moštěnice, das zwischen 1719 und 1720 unter den Herren von Peterswald errichtete ehemalige Barockschloss, diente während der Zeit des Kommunismus als Büro und Wohnheim der LPG, wobei es verkam. Es ist von einem Park mit mächtigen Eschen umgeben. Das Schloss ist nicht zugänglich.
- Aussichtsturm Johanka, der elf Meter hohe Bau in den Weinbergen linksseitig der Moštěnka entstand 2006
- Weinkeller auf den Budy, südöstlich des Dorfes